# Президентские выборы в США (1832)
Президе́нтские вы́боры в США 1832 года прошли со 2 ноября по 5 декабря и стали 7-ми выборами президента США в рамках всеобщих выборов. Президент Эндрю Джексон легко одержал победу над претендентом от Национальной республиканской партии Генри Клеем, получив 219 голосов выборщиков из 286 возможных.
Перед выборами 1832 года партии впервые организовали съезды по выдвижению кандидатов на пост президента: и демократы, и национальные республиканцы, и антимасонская партия использовали отобрали своих кандидатов на собраниях. Джексон выиграл повторное выдвижение от своей партии без сопротивления, его кандидатом на пост вице-президента был избран Мартин Ван Бюрен. Национальный съезд республиканцев выдвинул список во главе с Генри Клеем, который занимал пост государственного секретаря при президенте Джоне Куинси Адамсе. Антимасонская партия, одна из первых крупных третьих партий США, выдвинула бывшего генерального прокурора Уильяма Вирта.
Джексон подвергся жесткой критике за свои действия в Банковской войне, но сохранил популярность среди широкой публики. Он получил большинство голосов избирателей и 219 из 288 голосов выборщиков, выиграв большинство штатов за пределами Новой Англии. Клей получил 37,4% голосов избирателей и 49 голосов выборщиков, в то время как Вирт получил 7,8% голосов избирателей и выиграл штат Вермонт. Губернатор Виргинии Джон Флойд, который не принимал активного участия в предвыборной кампании, получил голоса выборщиков Южной Каролины по решению местного законодательного собрания (в Южной Каролине не было народного голосования жителей за кандидатов на пост президента). После выборов члены Национальной республиканской и Антимасонской партии сформировали Партию вигов, которая стала главным оппонентом демократов на протяжении следующих двух десятилетий.

## Выборы
С 1796 года после ухода Джорджа Вашингтона кандидаты от партий выдвигались членами Конгресса, что рассматривалось как недемократический процесс. Однако экспансия на Запад привела к постепенной децентрализации партий. Неудача Уильяма Кроуфорда, официального претендента от Демократическо-республиканской партии на выборах 1824 года, привела к полному краху этой системы выдвижения кандидатов. В сентябре 1831 года Анти-масонская партия впервые провела выдвижение кандидата на всеобщей конвенции. Успех начинания привёл к тому, что остальные партии последовали этому примеру. С тех пор партии выдвигают своих кандидатов на национальных партийных конвенциях.

### Результаты
| Кандидат      | Партия                              | Кол-во голосов | Кол-во голосов | Выборщики |
| Кандидат      | Партия                              | Количество     | %              | Выборщики |
| ------------- | ----------------------------------- | -------------- | -------------- | --------- |
| Эндрю Джексон | Демократическая партия              | 701 780        | 54,23%         | 219       |
| Генри Клей    | Национальная республиканская партия | 484 205        | 37,42%         | 49        |
| Джон Флойд    | Партия нуллификаторов               | —              | —              | 11        |
| Уильям Вирт   | Анти-масонская партия               | 100 715        | 7,78%          | 7         |
| Другие        | —                                   | 7 273          | 0,57%          | —         |
| Всего         | Всего                               | 1 293 973      | 100%           | 286       |